# Kirkkojärvi (sjö i Parkano, Birkaland)
Kirkkojärvi är en sjö i kommunen Parkano i landskapet Birkaland i Finland. Sjön ligger 114,1 meter över havet. Arean är 72 hektar och strandlinjen är 5,78 kilometer lång. Sjön  ingår i Kumo älvs huvudavrinningsområde.   Den ligger omkring 69 km nordväst om Tammerfors och omkring 230 km nordväst om Helsingfors. 
Öster om Kirkkojärvi ligger Parkano centraltätort.